# R·L·斯坦
羅伯特·勞倫斯·斯坦（Robert Lawrence Stine，1943年10月8日—)， 常稱R·L·史坦恩（R. L. Stine）和約維亞·鮑勃·斯坦（Jovial Bob Stine），是一位猶太裔美國作家，被稱為“兒童文學界的史蒂芬·金”。 他主要創作兒童恐怖小說，以寫就暢銷書《雞皮疙瘩系列》出名，這部書共有32個語言版本，截止2014年約已出版3.5億冊。

## 早年
他出生於俄亥俄州哥倫布， 父母是猶太人路易斯·斯坦（Lewis Stine）、安妮（Anne；娘家姓Feinstein），分別是運務員和家庭主婦。斯坦在俄亥俄州的貝克斯利長大， 9歲時開始寫作。 1965年在俄亥俄州立大學獲英語文學學士學位， 在校期間連續三年擔任學校幽默雜誌《The Sundial》的編輯。 畢業後搬到紐約市開始作家生涯。

## 職業生涯
他開始以約維亞·鮑勃·斯坦（Jovial Bob Stine）為筆名寫了一些兒童幽默文學作品，并創辦了幽默雜誌《香蕉》（Bananas），1975年至1984年間出版了72期。 1986年寫成了第一部驚險小說《陌生約會》（Blind Date）。 後來也曾為尼克國際兒童頻道的節目《Eureeka's Castle》寫劇本。 1992年開始寫作《雞皮疙瘩》，並獲得的了很大的成功。

## 私生活
1969年6月22日與簡·沃德霍恩（Jane Waldhorn）結婚。他的妻子後來成了作家、編輯， 1983年4月1日與瓊·瓦理查（Joan Waricha）一起創辦了跳傘出版社（Parachute Press）。 他們育有一子馬修，1980年6月7日出生。

## 流行文化
- 2015年電影《怪物遊戲》，由傑克·布萊克飾演。
- 2018年電影《怪物遊戲2：妖獸讚》，由傑克·布萊克飾演。

## 外部連結
- 官方网站
- WorldCat 聯合目錄中R·L·斯坦的著作或與之相關的著作
- R·L·斯坦在互联网电影资料库（IMDb）上的資料（英文）
- 網路推理小說資料庫上的R. L. Stine
- YouTube上的Writers Talk video Interview